# Josef Sudek
Josef Sudek (17. března 1896 Kolín – 15. září 1976 Praha) byl významný český fotograf pražských motivů, ateliérových aranžmá, zátiší, reportáže, krajiny i reklamy. Začal fotografovat ve svých 17 letech. Svá vrcholná díla vytvořil ve zralém věku – poté, co rezignoval na vlivy moderních proudů. Ve 30. letech odrážely jeho fotografie především vnější svět a teprve od 40. let našel obratem k sobě samému a nezaměnitelnou tvůrčí polohu, díky které je známý i v zahraničí. Tehdy začal fotografovat proslavené pohledy z okna ateliéru a aranžovaná zátiší, oboje zpracované kontaktním otiskem různě velkých negativů na pozitiv. Sudkovu práci nepřerušila ani válka, ani poválečný politický tlak, který nutil umělce řídit se doktrínou socialistického realismu. V té době se Sudek naopak vrátil k piktorialismu, a v řadě svých prací předjímal pozdější vývoj fotografie k postmoderní syntéze, aby se tak stal stále živým zdrojem inspirace pro další generace. Spolu s Františkem Drtikolem, Jaroslavem Rösslerem a Jaromírem Funkem patří k nejvýznamnějším českým fotografům období mezi první a druhou světovou válkou. Je zároveň jedním z výjimečných avantgardních fotografů v Evropě.

## Život a dílo

### Mládí

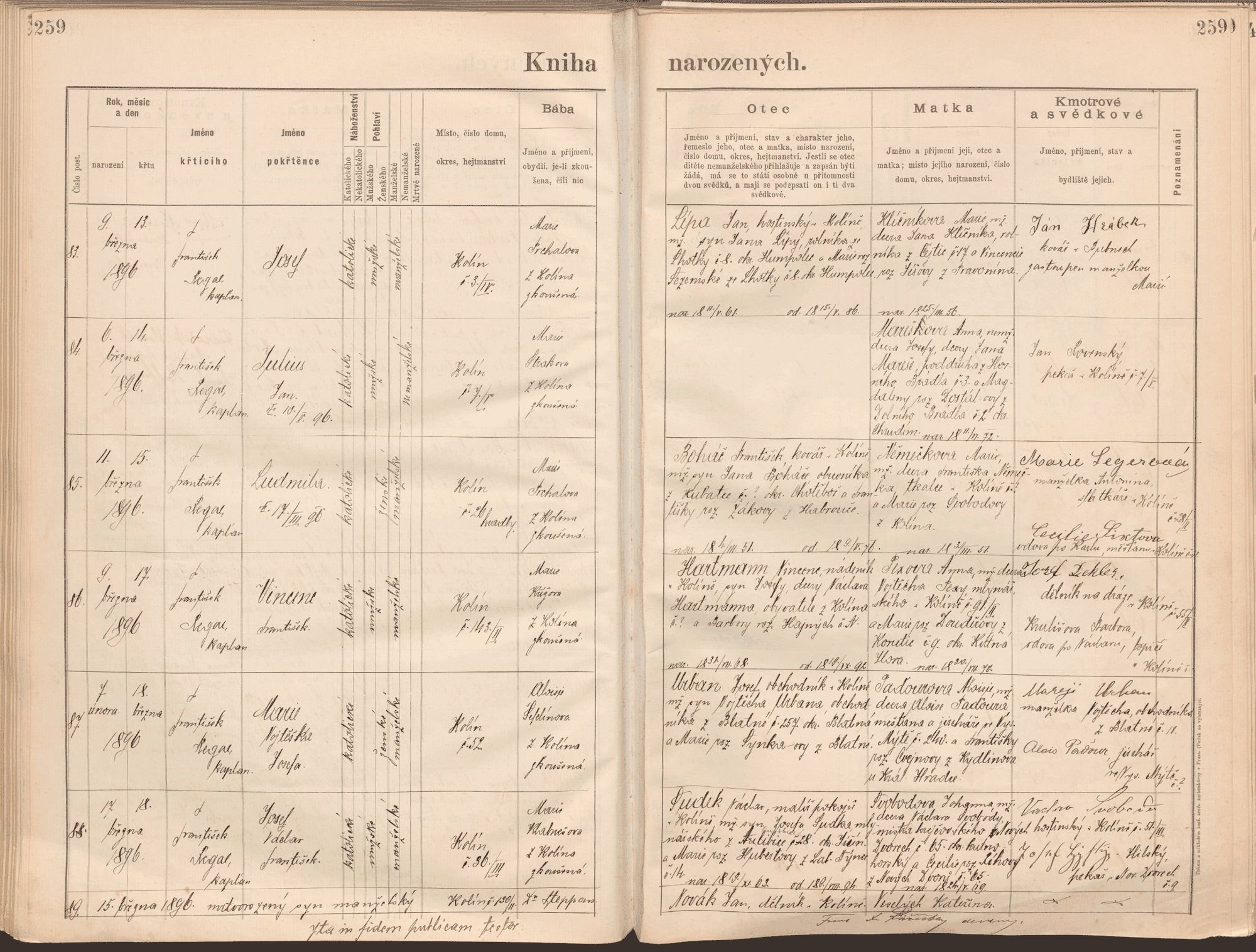
Matriční záznam o narození Josefa Sudka

Josef Sudek se narodil 17. března 1896 v Kolíně, otci Václavovi a matce Johanně.  O rok později se narodila jeho sestra Božena. Jeho otec, který byl malíř a dekoratér, zemřel 1. ledna 1899 na zápal plic. Sudek absolvoval v letech 1902–1908 obecnou školu v Nových Dvorech. Pak pokračoval dva roky na Královské zemské škole řemeslnické v Kutné Hoře. Po ní se v červenci 1910 zapsal do tříletého učení u pražského knihaře Františka Jermanna, kde také poprvé začal fotografovat. Roku 1913 učební obor ukončil a získal tovaryšský list Společenstva knihařů, kartonážníků, ozdobníků a pouzdrařů, se kterým nastoupil do zaměstnání u knihaře v Nymburku. Okolí Nových Dvorů a tamější „panoramaticky působící“ krajina nepochybně velmi ovlivnily jeho pozdější krajinářskou tvorbu.
Krátce před začátkem první světové války Sudek narukoval do Žatce, vzápětí do Kadaně, kde se setkal s dalšími vojáky fotoamatéry. Na začátku roku 1916 sestavil malé album 156 originálních záběrů Prahy na formátu 3,5 x 5 cm. V květnu 1916 byl Sudek během bojů na italské frontě zasažen granátem a přišel o pravou paži, kterou mu amputovali lékaři ve Štýrském Hradci.

| „                        | Kus ramene a pravou ruku urvala mu první světová válka. Nikdy o tom nemluvil. Když rukoval na vojnu, byl vyučený knihař. Když se vrátil, nebyl nic. Ze zlé nutnosti učil se fotografem, ale toto řemeslo si zamiloval a vyučil se mu mistrně. | “ |
| — Jaroslav Seifert, 1958 | |   |

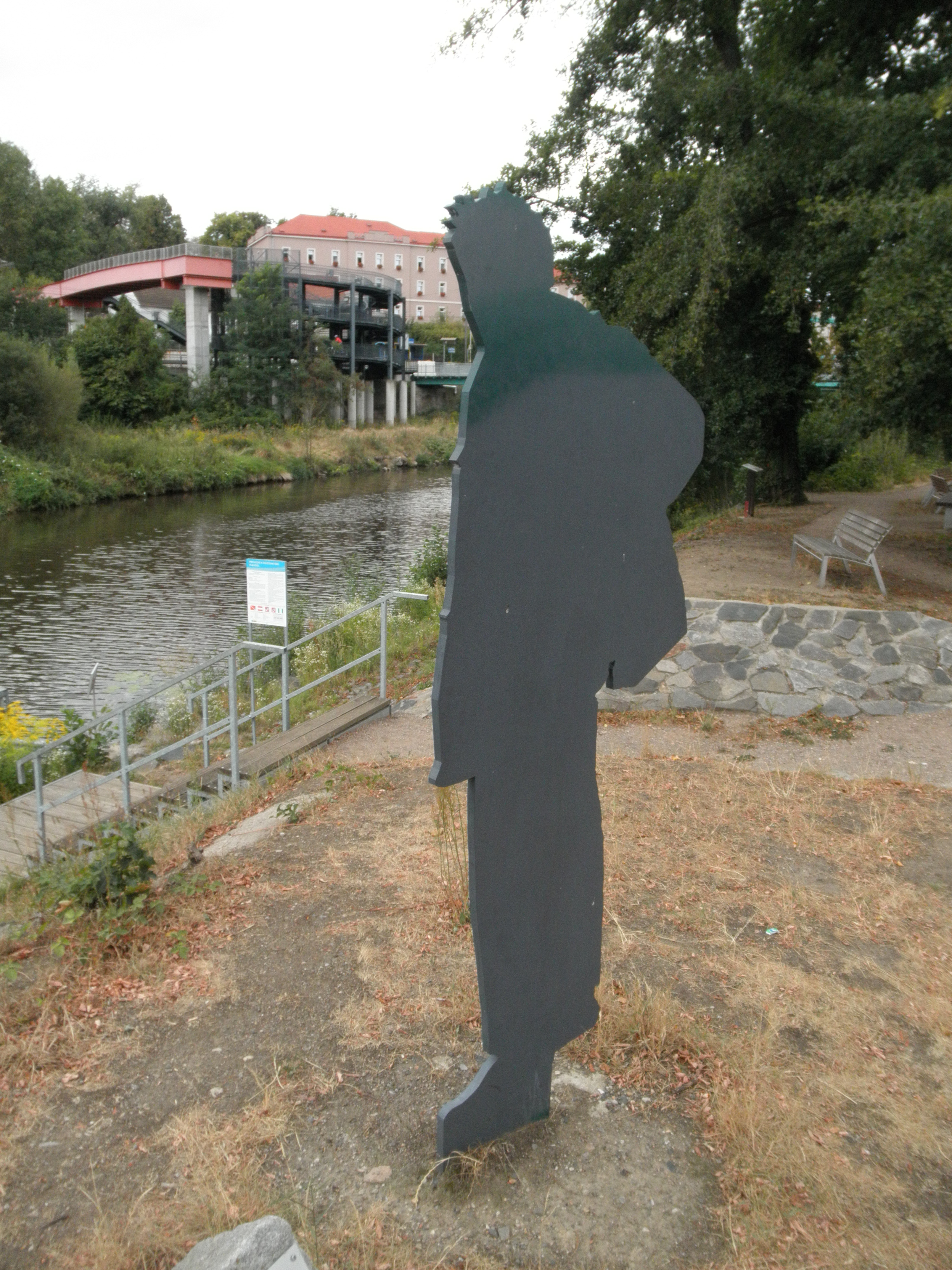
Památník Josefa Sudka na Kmochově ostrově v Kolíně. Památník byl inspirován fotografií Jaromíra Funkeho z roku 1922. Památník byl vytvořen v roce 2016.

Z válečných let se dochovala tři alba s malými fotografiemi z vojenského života. V roce 1920 byl Sudkovi přiznán statut válečného invalidy, v letech 1922–1927 žil v pražské Invalidovně, kde se na státní útraty rekvalifikoval na profesionálního fotografa. Zde vznikl cyklus pohledů do interiérů, nazvaný Z Invalidovny (1922–1927), který připomíná žánrové malířství 19. století a impresionismus. V Kolíně se seznámil a spřátelil s Jaromírem Funkem a fotografoval zrcadlovkou 9 × 9 cm krajinu okolo Labe. Za tuto práci získal první cenu na členské výstavě v Českém klubu fotografů amatérů v Praze. Inspiroval se dílem Drahomíra Josefa Růžičky, Alfreda Stieglitze a Clarence H. Whitea, nechal se ovlivnit praxí amerického puristického piktorialismu a zaujaly ho postupně měkce vykreslené světelné situace „nové školy“. Fotografoval portréty, žánry, pražskou architekturu, sochařství a světelné nálady krajiny. V letech 1922–1924 vystudoval fotografii na Státní grafické škole, ve třídě u profesora Karla Nováka, kde získal výuční list, potřebný pro založení vlastní fotografické živnosti.
| „                                       | Když jsem se pak dostal na státní grafickou školu, byl to novej svět. Profesor Karel Novák byl nóbl pán, inteligentní, to se hned poznalo, protože snášel moje výroky o prdelích, jak mi zůstaly ve slovníku z války. Taky se mi na něm líbilo, že ukazoval sbírku fotografií a nic k tomu neříkal. To je přece krásný, když se k fotografiím nic neříká... | “ |
| — Josef Sudek vzpomínal na Karla Nováka | |   |

Po demonstrativním odchodu, kvůli generačním rozporům z Českého klubu fotografů amatérů, založil spolu s Jaromírem Funkem a Adolfem Schneebergem roku 1924 Českou fotografickou společnost, která si kladla za cíl používat fotografické procesy čistě, a vymanit se z vlivu grafiky. V letech 1927–1928 fotografoval dostavbu katedrály svatého Víta a roku 1928, k 10. výročí založení republiky, vydal album 15 originálních fotografií s názvem Svatý Vít. K tomuto období prohlásil:
„Tam to začalo, tam jsem zažil zjevení.“

## Profesionální dráha

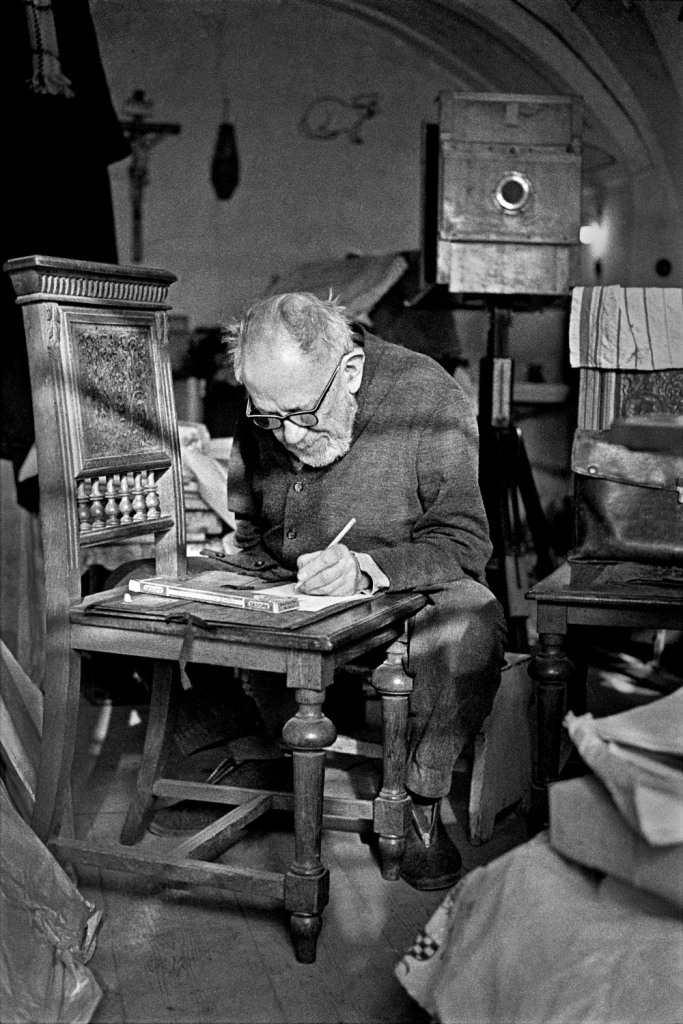
Josef Sudek v ateliéru, Praha 1972, fotograf Miloň Novotný

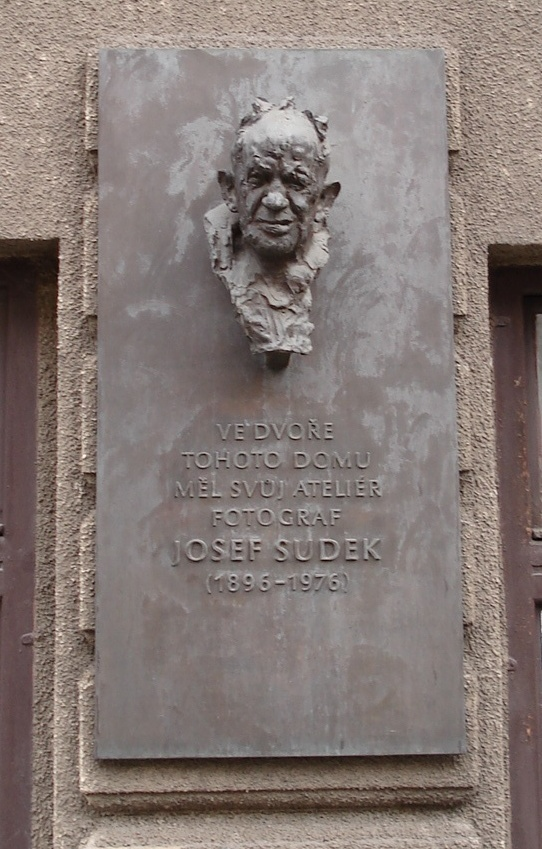
Pamětní deska od S. Hanzíka na domě na Újezdě, v jehož dvoře měl Sudek svůj ateliér

Mezi roky 1927–1936 pracoval pro nakladatelství Družstevní práce, které vydávalo knihy, časopisy, gramofonové desky. Tady pro Ladislava Sutnara fotografoval portréty, reklamu i reportáže v propagačním duchu funkcionalismu. Spolupracoval i s dalšími významnými časopisy své doby — např. Pestrým týdnem. V létě 1927 uzavřel smlouvu na užívání zahradního ateliéru na Újezdě, založil svou firmu a stal se vyhledávaným odborníkem na reklamu a tisk, portrét, architekturu a fotografování obrazů a plastik. Svou živnost inzeroval jako "uměleckou fotografii a vše, co chcete, denně 10-18, neděle 10-13". Sudkova volná tvorba splývala s užitou, byly to všechno ostře a detailně vykreslené fotografie v duchu nové věcnosti, podobné Strandovým, nebo Westonovým. Podobný rukopis jako Navrátil měl i Albert Renger-Patzsch, který zřejmě ovlivnil dřívější přírodní snímky z roku 1935, jako Spadlý list, Jarní listy, Ranní rosa a Ostružiny. V roce 1934, kdy vznikla pražská skupina surrealistů, fotografoval Sudek zoomorfní kořeny stromů, které v témže roce maloval představitel českého surrealismu Jindřich Štýrský. To byl první náznak vstupu do racionálního světa nové věcnosti a funkcionalismu.

## Dílo
Sudkovo dílo z doby před druhou světovou válkou netvoří žádný kompaktní celek. Začátky patřily secesním ušlechtilým tiskům, bromolejotisku a uhlotisku, které proměňovaly fotografii v grafiku. Pod vlivem Drahomíra Josefa Růžičky se po roce 1921 přiklonil k nemanipulované fotografii, se zájmem o měkkou světelnou kresbu. Čitelný byl vliv romantismu, pokud jde o zobrazování dění v krajině, Sudkovou specialitou byla příroda ve větru (Vítr, 1923–1924, Před bouří, 1924), a znázornění mraků (Dítě a mrak, 1924–1929). V přechodné době (1926–1929) objevoval nové motivy a využíval ostrého i neostrého vykreslení námětů. Na konci dvacátých let se přiklonil k preciznímu popisu skutečnosti v neutrálním světle. Tento způsob tvorby dominoval od roku 1930 v celé Evropě a jeho centrem byla německá nová věcnost. V Sudkově díle se však rýsují soubory, soustřeďující se na určité lokality, žánrové a námětové okruhy. Například soubory Praha, krajina, nebo stromy fotografoval stále. V období druhé světové války se jeho tvorba značně proměnila. Po ztrátě komerčních zakázek se zaměřil na fotografování ryze uměleckých snímků. Od roku 1940 přestal negativy zvětšovat a pracoval pouze technikou kontaktních otisků. Používal velkoformátové deskové kamery, později se vrátil k uhlotisku, v obavě o trvanlivost bromostříbrných pozitivů.
| „             | Filla chtěl fotografovat vždy obraz tak, aby se nezvětšoval. Neboť tím zvětšením se poruší nejjemnější polotóny. Na tomto jevu by šla vybudovat celá opticko-fysikální theorie. Obraz je na tyto věci citlivější než sochy, ale u soch je to také. | “ |
| — Josef Sudek | |   |

V padesátých letech poznal malířská zátiší Josefa Matěje Navrátila, která reprodukoval nejen pro tisk, ale také sám pro sebe. Nechal se jimi ovlivnit při zaznamenávání kolínské krajiny, a v roce 1954 zveřejnil cyklus Zátiší podle Navrátila. Na otázku časopisu Světozor v článku Je fotografie umění? odpověděl: „Není. Je to hezké řemeslo, potřebující určitý vkus. Umění to být nemůže, protože je odkázána na věci, které existují již před ní a mimo ni, na svět kolem nás.“

## Sudkovi přátelé
Sudek vyhledával osobnosti, se kterými mohl spolupracovat na nových projektech. Mezi jeho přátele patřil Ladislav Sutnar, designér podniku Družstevní práce, fotograf a designer firmy Aero inženýr Josef Voříšek, kubistický malíř, teoretik a člen spolku Mánes Emil Filla, jehož obrazy reprodukoval pro revue Volné směry. Básník Jaroslav Seifert Sudkovi psal básně a úvody ke knihám, a pro blízkého přítele architekta pražského hradu Otto Rothmayera dokumentoval rekonstrukci Pražského hradu, ale fotografoval u jeho vily ve Střešovicích kouzelnou zahradu. Otto Rothmayer ozvláštnil Sudkovy fotografie speciálními adjustacemi. Josef Sudek působil také jako mecenáš. Podporoval malíře Františka Tichého, Jana Bendu a Andreje Bělocvětova. Za války našli v jeho ateliéru jako učedníci útočiště fotograf Jaroslav Kysela, významní výtvarní umělci Vladimír Fuka a Václav Sivko a po válce Sonja Bullaty. Od roku 1945 byl Sudkovým učedníkem a pomocníkem fotograf, ilustrátor a knižní grafik Jiří Toman, který mu pomáhal mimo jiné při fotografování Prahy panoramatické a zorganizoval Sudkovu výstavu v Pardubicích, v roce 1962. Se Sudkem se přátelil a spolupracoval až do své smrti v roce 1972.

## Poslední léta
Po roce 1974 se Sudkova tvorba uzavírá, fotograf bilancoval své životní dílo a ze starších negativů pořizoval nové kontakty. Roku 1976 uspořádal v Praze, Brně a v německých Cáchách tři souborné výstavy ke svým osmdesátinám.  Josef Sudek zemřel na rakovinu 15. září téhož roku. Nekrolog napsal budoucí laureát Nobelovy ceny za literaturu Jaroslav Seifert. Po Sudkově smrti darovala jeho sestra Božena Sudková Sudkovo fotografické dílo Uměleckoprůmyslovému muzeu v Praze a sbírku výtvarného umění Národní galerii v Praze, další dary získaly Moravská galerie v Brně, instituce v Roudnici nad Labem, Kolíně, Ústav dějin a umění ČR a Bibliothèque Nationale v Paříži.

## Sudek jako inspirace

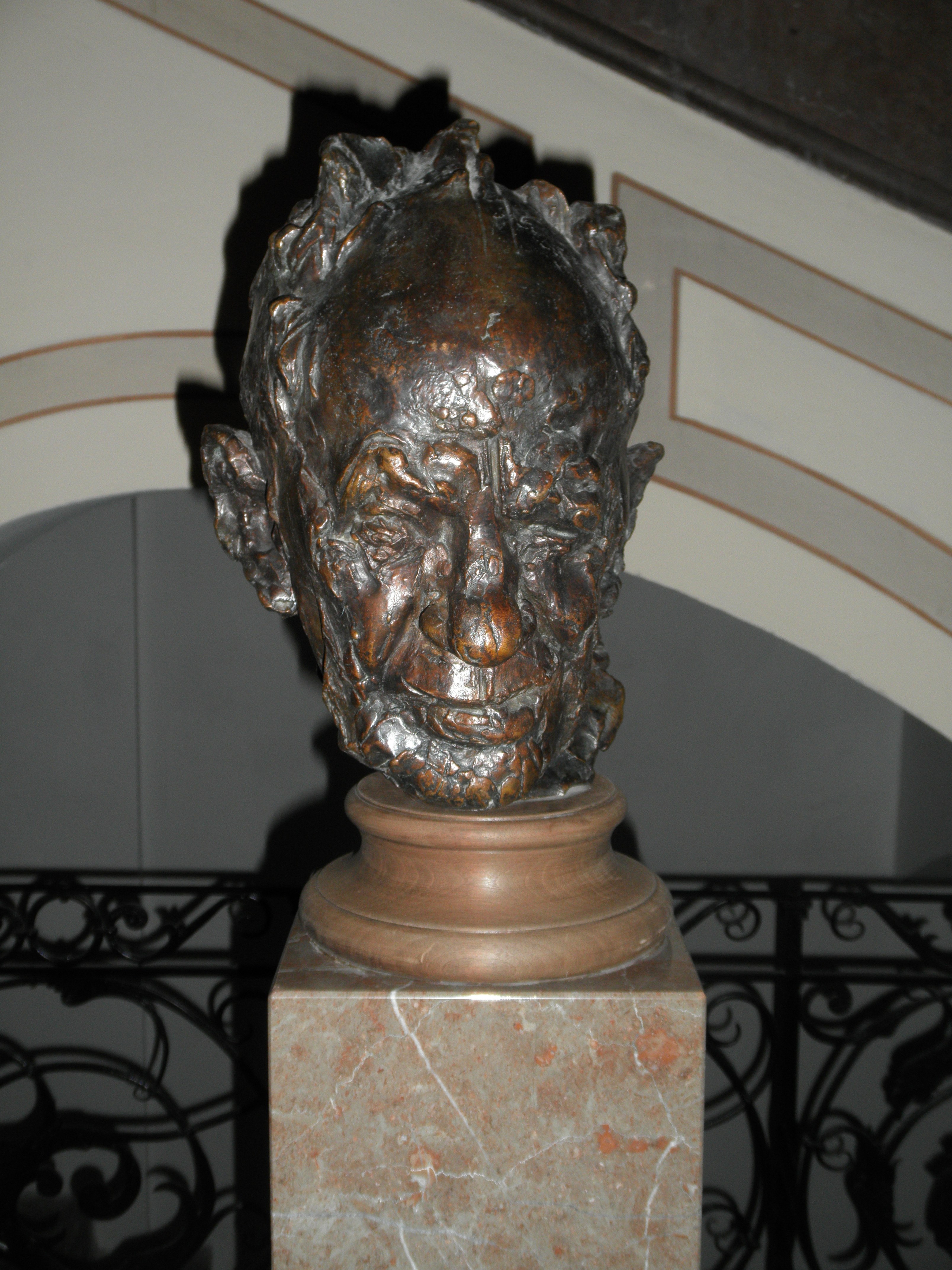
Busta Josefa Sudka na Kolínské radnici. Bustu vytvořil v roce 1972 Stanislav Hanzík.

Po Sudkově smrti ovládly média anekdoty, které dával k dobru už sám umělec. Například časopis amatérského Svazu českých fotografů Dobré světlo o něm napsal:
„Sudkova ruka byla neobyčejně velká – asi proto, že měl jen jednu a všechno s ní musel dělat“.
Již za svého života byl Sudek považován za významného světového fotografa. V jeho bohatém díle se objevily portréty, zátiší, krajiny a architektura. Jeho práce jsou ve světě uznávány pro svoji poetičnost, romantiku a průzračnou čistotu. Rozsáhlá tvorba zahrnuje řadu magickonostalgických cyklů. Jeho práce jsou ceněny i na světových aukcích. Sudkova pozůstalost, o kterou se starala Anna Fárová, čítá 70 000 položek, z toho je 21 660 pozitivů, 54 519 negativů a 618 výtvarných děl (obrazy, kresby, sochy, grafiky).  Dílem Josefa Sudka se inspirovalo mnoho fotografů, například Jan Reich, který po Sudkovi získal jeho kameru, Josef Koudelka se nechal inspirovat jeho konceptuálními panoramatickými snímky, Jan Svoboda, Pavel Hudec Ahasver a František Provazník pokračují v Sudkových zátiších.

## Výstavy
První samostatnou výstavu měl Sudek v říjnu 1932 v pražské Krásné jizbě. Roku 1976 fotograf uspořádal v Uměleckoprůmyslovém muzeu v Praze, v Moravské galerii v Brně a v Neue Galerie v německých Cáchách tři souborné výstavy ke svým osmdesátinám.  V období 1982–1986 uspořádal kurátor Zdeněk Kirschner celkem 5 výstav s názvem Josef Sudek, Cykly fotografií na zámku Kozel. Roku 2006 proběhla výstava Josef Sudek neznámý – salonní fotografie 1918–1942 v Brně. Výstavy se uskutečňují také v Ateliéru Josefa Sudka na Újezdě. Například roku 2007 Privatissima – Poznámky, 50.–70. léta 20. st., o dva roky později se uskutečnilo další pokračování s názvem Privatissima – Nocturno.
- 2016 Josef Sudek : V šeru chrámu, Ateliér Josefa Sudka, Praha 1, 28. června – 30. srpna 2016. Fotografie chrámu sv. Víta z Fototéky Ústavu dějin umění AV ČR.[17]
- 2018 Josef Sudek: Topografie sutin, Galerie hlavního města Prahy, Dům fotografie, Praha 1 - Staré Město, Revoluční 5, kurátoři: Mariana Kubištová, Vojtěch Lahoda, Katarína Mašterová. 22. květen – 19. srpen 2018. Výstava představuje výběr fotografií ze Sudkova cyklu Zbořená Praha. Ten obsahuje téměř čtyři sta negativů a je uložen ve sbírce Ústavu dějin umění Akademie věd České republiky. Jedná se o fotografie těchto lokalit:
  - Emauzský klášter po náletu na Prahu dne 14. února 1945,
  - Skladiště kovů na Maninách, kde byly uloženy zrekvírované zvony a kovové sochy pro potřebu válečného průmyslu,
  - Staroměstské náměstí, mimo záběry z úrovně městského parteru jsou zde i fotografie z ochozu Týnského chrámu,
  - Staroměstská radnice,
  - Katedrála svatého Víta, na těchto fotografiích jsou dokumentovány zděné ochrany nejcennějších náhrobků před případným bombardováním.
  - Míčovna na Pražském hradu, poničená požárem po zásahu dělostřeleckým granátem v květnu 1945.

Z těchto fotografií bylo použito 53 záběrů pro publikaci Pražský kalendář 1946 : Kulturní ztráty Prahy 1939–1945, kterou vydal pražský nakladatel Václav Poláček. Text kalendáře napsal Zdeněk Wirth.
Výstava je doplněna fotografiemi dalších fotografů, kteří fotografovali ve stejné době na stejných místech. Jedná se o fotografie autorů: Antonín Alexander, Karel Hájek, Tibor Honty, Václav Chochola, František Illek a Alexandr Paul, Karel Ludwig, Stanislav Maršál, Vilém Reichmann, Zdeněk Tmej, Jan Tuháček a Bohumil Kočinský, Waner, Eugen Wiškovský a několik fotografií neznámých autorů.
- 2020 Fešandy z šuplíku / Josef Sudek a sochy, Dům fotografie, Praha, 23. 6. – 27. 9. 2020.[19]
- 2021 Josef Sudek / Otto Rothmayer. Návštěva u pana kouzelníka, Uměleckoprůmyslové museum, Praha, 16. prosinec 2021 – 27. březen 2022, kurátor: Jan Mlčoch[20]
- 2024 Josef Sudek: ... a hudba hraje ..., Ateliér Josefa Sudka, Praha, 28. červen - 31. srpen 2024, kurátoři Josef Moucha a Lucie Mlynářová.[21]

- 2025 Josef Sudek: Periferie,  Ateliér Josefa Sudka, Praha, 15. únor – 1. červen 2025, kurátor: Jan Mlčoch[22]

## Sudkovy pracovny v Praze

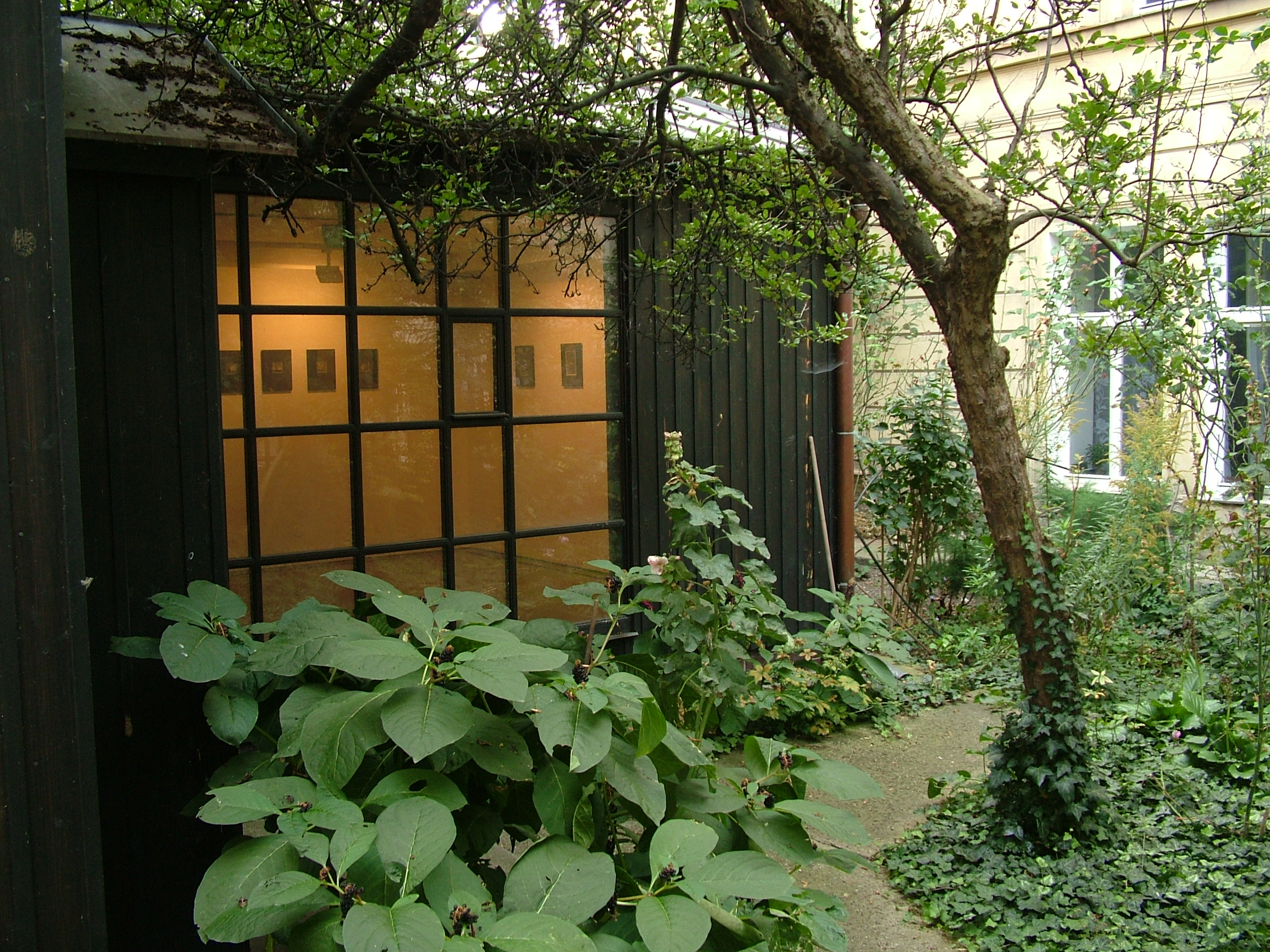
Sudkův ateliér na Újezdu čp. 30, Praha 1

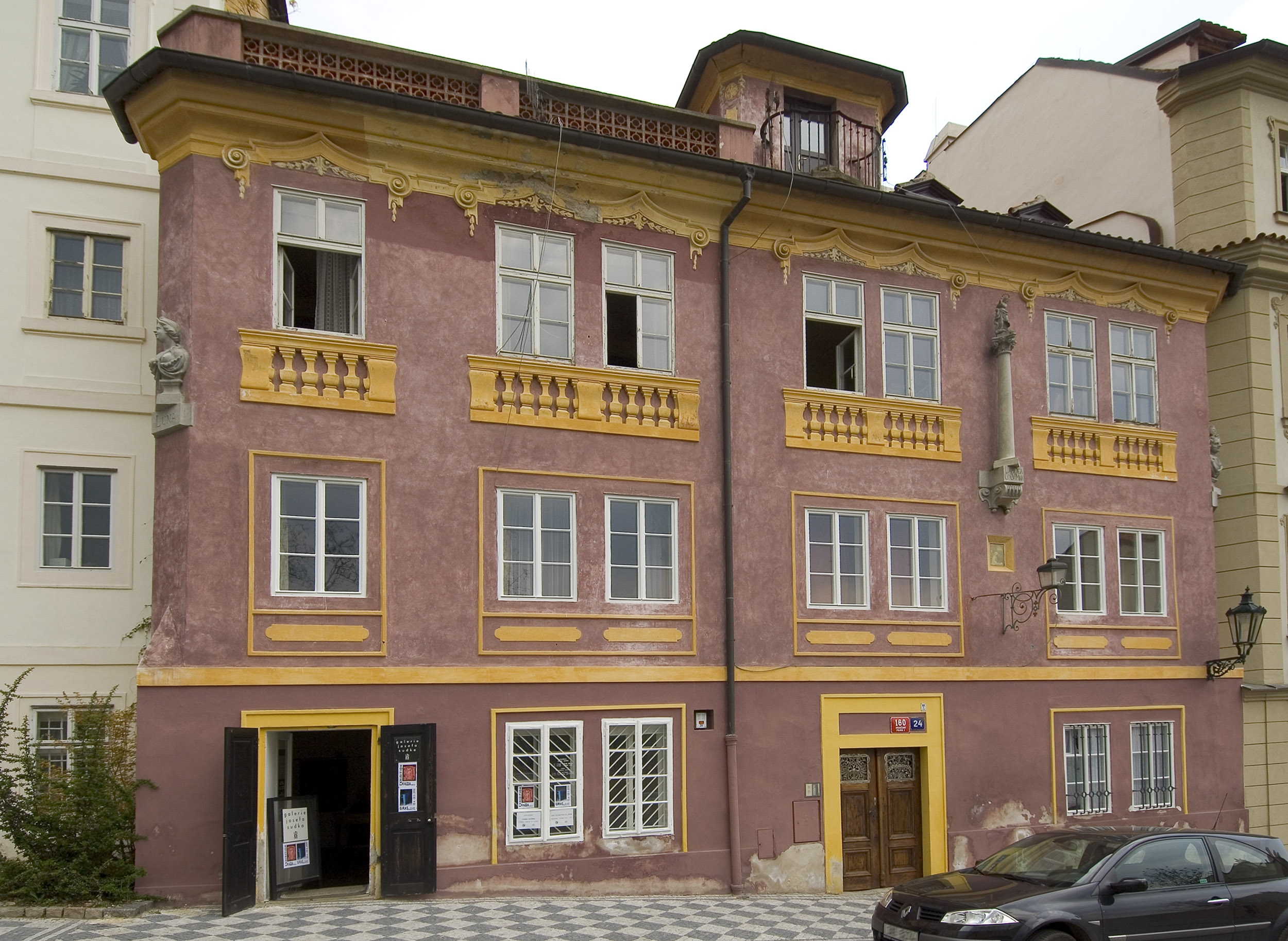
Galerie Josefa Sudka v domě U Luny (Úvoz 24)

Josef Sudek získal vlastní ateliér od vinohradského fotografa Laubeho na konci dvacátých let. Nejstarší dochovaná nájemní smlouva je z 1. června 1927. Budova byla dřevěná ve tvaru písmene „L“, hned vedle ateliéru s velkým proskleným oknem byla temná laboratoř se zvětšovacím přístrojem. V ateliéru Josef Sudek za druhé světové války vytvořil například cykly „Okno mého ateliéru“ (1940–1954), „Procházka po mé zahrádce“ (1944–1953), „Zahrada mého ateliéru“ (1950–1970) a „Zátiší na okně mého ateliéru“ (1950–1958). Ateliér sloužil jako místo pro setkávání se Sudkovými přáteli. Objekt po Sudkově smrti chátral, i když v něm pobývala Sudkova sestra Božena Sudková, která zemřela 1. května 1990. V květnu 1985 objekt vyhořel. V červenci roku 2000 byla na podnět Anny Fárové postavena replika zdevastované budovy. Partnerem projektu obnovy a investorem výstavby i následného provozu se stala investiční skupina PPF. Od září téhož roku objekt slouží veřejnosti jako galerie.
Od roku 1958 působil Josef Sudek v bytě přízemí domu na Úvoze, který používal do své smrti. Vznikla zde řada slavných kompozic z cyklů Letecké vzpomínky, Velikonoční vzpomínky, Labyrinty a Skleněné labyrinty. Dnes se v objektu nachází Galerie Josefa Sudka.

### Galerie Josefa Sudka
Za života Josefa Sudka byl byt místem nesčetných schůzek. K přátelskému okruhu patřili mimo jiné básník Jaroslav Seifert, malíři Jan Zrzavý a František Tichý, architekt Otto Rothmayer, jehož zahrádku při svém ateliéru užíval (na svých fotografiích ji nazýval Zahrádka paní sochařky'), a řada umělců nejrůznějších oborů. V malostranském bytě, ve dvoře domu na Újezdě, který byl postupně zabydlován množstvím obrazů, rámů, skleněných číší, fotografických pomůcek, krabic a odpadků, vznikla i řada slavných kompozic z cyklů Letecké vzpomínky, Velikonoční vzpomínky, Labyrinty a Skleněné labyrinty. Z tohoto bytu se Josef Sudek také vydával na své fotografické putování po pražských zahradách, parcích, po Karlově mostě, ale i po milované periferii.
Od roku 2000 v tomto domě sídlí pobočka Uměleckoprůmyslového musea Praha, se specifickou atmosférou a se zajímavým výstavním programem, zahrnujícím nejen osobnost Josefa Sudka, ale také fotografy, kteří se stali pokračovateli jeho odkazu.

### Díla vydaná za Sudkova života (výběr)
- 1922–1924 – Praha, 10 náladových fotografií. Praha. (Signováno autorem).
- 1928 – Svatý Vít. S předmluvou Jaroslava Durycha. Družstevní práce, Praha. (15 originálních fotografií autora, v nákladu 120 kopií, signováno a číslováno).
- 1930 – Orbis 1931. Orbis, Praha. (Kalendář 12 fotografií Prahy s fotomontáží na obálce).
- 1932 – Kalendář Družstevní práce 1933. Družstevní práce, Praha. Czech Gallery Edition, No. VI. Hlubotisk Václav Neubert. (27 fotografií autora, vybral a seřadil Ladislav Sutnar).
- 1938 – Novák, Arne. Praha barokní. František Borový. Praha. (České, francouzské a německé vydání. 18 fotografií studentů Státní grafické školy v Praze.), roku 1947 vychází 4. vydání v češtině a také 2. v angličtině.
- 1939 – Zemský ráj to na pohled… Praha. Upravil Ivan Nedoma. (České a německé vydání. Kalendář na rok 1940 s 12 fotografiemi autora.)
- 1939 – Praze 1939. Lis Knihomilův. Vol. 7. (Fotografie autora ze srpna 1938. 150 číslovaných výtisků, hlubotisk.)
- 1943 – Moderní česká fotografie, Album deseti původních snímků. S textem Karla Teigeho. Národní práce Praha. (Originální fotografie Josefa Sudka, Josefa Ehma, Jaromíra Funkeho, Miroslava Háka a Karla Plicky. Náklad 50 kopií, číslováno.)
- 1945 – Pražský kalendář 1946, Kulturní ztráty Prahy 1939–1945. S úvodem Zdeňka Wirtha. Václav Poláček, Praha. (52 fotografií včetně obálky.)
- 1945 – Pražský hrad: výtvarné dílo staletí v obrazech Josefa Sudka. Sfinx, Praha.
- 1946 – Kubíček, Alois: Pražské paláce. Václav Poláček, Praha. (108 fotografií Josefa Sudka.)
- 1947 – Sudek Josef: Magic in Stone. S texty Martin S. Briggse. Lincolns-Praeger Publishers, London. (113 fotografií Josefa Sudka. Shodné s druhým vydáním knihy Pražský hrad).
- 1948 – Wenig, Adolf, Sudek Josef: Náš Hrad. Praha. (2. vyd. Wenigova textu s 48 fotografiemi Josefa Sudka.)
- 1948 – Sudek, Josef: Praha. Předmluva Arnošta Klíma. Text Vítězslav Nezval. Grafická úprava a obálka František Muzika. Svoboda, Praha. (128 fotografií Josefa Sudka).
- 1956 – Josef Sudek, Fotografie. Vybral a sestavil Josef Sudek. Text Lubomír Linhart a Jaroslav Seifert. SNKLHU, Praha. (232 fotografií).
- 1958 – Lapidarium Národního musea, napsali Vladimír Denkstein, Zoroslava Drobná a Jana Kybalová, fotografoval Josef Sudek. SNKLHU Praha. (176 fotografií).
- 1959 – Sudek, Josef: Praha panoramatická. S básní Jaroslava Seiferta. Úprava a obálka Otto Rothmayer. SNKLHU, Praha. (284 panoramatických fotografií). Kniha vyšla znovu roku 1992.
- 1961 – Sudek, Josef; Poche, Emanuel: Karlův most ve fotografii. Úvodní básně Jaroslav Seifert. SNKLHU, Praha. (160 fotografií Josefa Sudka).
- 1962 – Josef Sudek. Úvod Jan Řezáč. Orbis, Praha. Edice Profily (12 pohlednic).
- 1964 – Sudek. Text Jan Řezáč. Výběr fotografií Jan Řezáč a Josef Prošek. Artia, Praha. (Text něm., angl. a fran., 95 fotografií J. S.).
- 1969 – Sudek, Josef. Mostecko – Humboldtka. Text Emil Juliš a Dalibor Kozel. Dialog, Most. (11 panoramatických pohlednic.)
- 1971 – Sudek, Josef: Janáček – Hukvaldy. Texty L. Janáčka, vybral Jaroslav Šeda. Supraphon, Praha. (Česky, něm. a angl., 124 fotografií).
- 1976 – Josef Sudek. Předmluva Petr Tausk. Pressfoto, Praha. Edice světové fotografie Díl. 1. (13 fotografií).

### Díla vydaná po Sudkově smrti (výběr)
- 1978 – Bullaty, Sonja: Sudek. Předmluva Anna Fárová. Clarkson N. Potter, New York. (2. vyd. 1986, 76 fotografií).
- 1980 – Josef Sudek. Profily z prací mistrů československé fotografie 1. Text Petr Tausk, vybrali Josef Prošek, Petr Zora a Petr Tausk. Panorama, Praha. (18 fotografií).
- 1981 – Nezval, Vítězslav: Pražský chodec. Fotografoval Josef Sudek. Doslov Jan Řezáč. Československý spisovatel, Praha. (32 fotografií).
- 1982 – Kirschner, Zdeněk: Josef Sudek, Výběr fotografií z celoživotního díla. Panorama, Praha. Edice Fotografie – osobnosti. (2. vyd. 1986, 157 fotografií).
- 1982 – Josef Sudek – 10 Photographs 1940–1972. Vyd. Rudolf Kicken Gallery, Kolín n. R. Výběr a předmluva Anna Fárová. (Vyd. autorizováno Boženou Sudkovou a Annou Fárovou, 75 portfolií, v každém 10 nových otisků původních negativů.)
- 1982 – Mrázková, Daniela; Remeš, Vladimír: Josef Sudek. Fotokino, Lipsko. (91 fotografií).
- 1983 – Fárová, Anna: Josef Sudek. Edition I Grandi fotografi. Fabbri, Milano. (57 fotografií.)
- 1990 – Fárová, Anna: Josef Sudek, Poet of Prague. Aperture, New York. (Souběžné vyd. s nakl. Nathan – Francie, Murray – V. Británie, SGM Sigma Union – USA, Motta – Itálie).
- 1990 – Fárová, Anna: Josef Sudek. Edition Photo Poche, Díl. 44, Centre Nationale de la Photographie, Paříž.
- 1994 – Fárová, Anna: Josef Sudek. Les tirages pigmentaires 1947-54. Manfred Heiting, Cinubia Los Angeles. (Angl. vyd.: Josef Sudek. The Pigment Prints 1947-54. Německé vydání: Josef Sudek. Die Pigmentdrucke 1947-54, 73 fotografií.)
- 1994 – Řezáč, Jan: Josef Sudek. Slovník místo paměti. Artfoto, Praha. (37 fotografií a textů Josefa Sudka).
- 1995 – Fárová, Anna: Josef Sudek. Torst, Praha.
- 1995 - Dufek, Antonín: Josef Sudek, heslo in: Nová encyklopedie českého výtvarného umění 2, N-Ž (editorka Anděla Horová)., Academia Praha 1995, s. 797-798
- 1996 – Fárová, Anna: Josef Sudek. Bibliofilie, Praha. (Album 18 fotografií.)

## Veřejná místa pojmenovaná po Sudkovi
Český astronom Antonín Mrkos pojmenoval po Josefu Sudkovi jednu z planetek, kterou objevil v observatoři na Kleti dne 24. února 1987 a planetce bylo přiděleno číslo (4176) Sudek.
Na návrh zastupitele Prahy 8 a historika fotografie Petra Vilguse došlo v srpnu 2022 k pojmenování parku před karlínskou Invalidovnou. Nese název Sudkovy sady.

## Poštovní známka
Dne 13. března 1996 byla vydána příležitostná česká poštovní známka s portrétem Josefa Sudka a jeho deskovým fotoaparátem. Československá poštovní známka vyšla i v době Sudkovy smrti v roce 1976.